# Excentric* Kanon
Excentric*Kanon（えきせんとりっく・かのん、1969年 11月25日-）は、大阪府豊中市出身の詩人、クリエーター。

## 略歴
kanon.farr名義で2002年3月15日、文芸社より『Can you find your Heaven?』で詩人、ライター、フォトグラファーとしてデビュー。登山作家で『遥かなる熊野―「明月記」の旅路』（文芸社）の著者・林憲次は叔父にあたり、Excentric*Kanonの3年後に作家デビューしている。同郷で劇団東俳時代の友人であった葉七はなこの誘いで参加した、当時太秦の照明監督のホームパーティの席で、当時CMプランナー、コピーライター、作詞、演出などを手掛けていたディレクター・藤熊淳にデビュー作が目に留まり、2003年2月に読売テレビ50周年記念企画番組「とよた真帆のPHOTO&ESSAY-記憶色の都、京都-時空を越えた旅人」で構成作家デビュー、京都の情報番組脚本制作に携わる。2006年4月､ジュスカ・グランペールの"GYPSY DANCE"(SKⅡCM曲)の京都・三条鴨川にて撮影されたPV参加（2008年6月には「マカフェリ」の映像提供でも参加）、2006年11月、葉七はなこと共にゆめっと京都10周年記念テーマソング「明日につなぐ京の夢」の作詞・作曲・レコーディング参加、2011年には藤熊淳と共にCMソング制作に参加するなど音楽活動にも携わる。2006年12月、吉井春樹とのポストカードコラボ作品、「LOVE詩」で優秀賞を受賞。吉井春樹が写真を、Excentric*Kanonが詩を担当した。この頃にKanon.farrから詩人名を変更している。
2007年9月､『コンセントの穴』（アメーバブックス：2007年に解散)著者・綺咲ロンと大阪で講演会開催。
2006年12月、吉井春樹プロデュースの『こらぼん。―ココロ重なる45の言葉×写真集』(創英社)参加。2008年より港健二郎、藤田祐司らの下、葉七はなこと共に映画、ドラマ脚本、携帯小説執筆活動に携わる傍ら、同年5月より、ネット発のアンソロジー出版iPプロジェクト（太陽書房）に詩人として参加。
2013年5月出版の『No Reason』ではカバーデザイン制作でも携わる。葉七はなこもExcentric*Kanonの誘いでこのプロジェクトに参加している。2009年5月、葉七はなこと共に女優として香港・日本合作映画新宿インシデント出演。2009年11月、写真家ホイキシュウ写真集100冊プロジェクトに葉七はなこと共にモデルとして参加。2010年4月には、大阪港CASOにて開催されたホイキシュウ写真展にて葉七はなこと共にモデル作品が展示された。2013年3月18日より、九条のシネ・ヌーヴォにて、港健二郎共同脚本制作協力で葉七はなこと共に携わった映画、「あした天使になあれ」が公開。脚本中の関西弁の校正に携わった。2013年７月より、映画かあちゃんに贈る歌の脚本補助、撮影スタッフ、女優、広報担当として参加。2017年より、中日ドラゴンズ・大野雄大選手後援会、2018年より、福岡ソフトバンクホークス・今宮健太選手後援会への画像提供協力と写真分野へも活動の場を広げている。

## 発表作品
著書
- 2002年『CAN YOU FIND YOUR HEAVEN―ANGEL’S STORIES/Kanon.farr』文芸社

オムニバス詩集参加作品
- 2001年『元気のタネ～関西弁やで～』Discover21
- 2007年『こらぼん。―ココロ重なる45の言葉×写真集』創英社

アンソロジー詩集参加作品（iP project/春季・秋季）太陽書房
- 2008年『Drop of Words』『Eternal Time』
- 2009年『FRAGILE ONEt』『Good day』
- 2010年『HONEY BLUE』『IN DREAM
- 2011年『will』『Jam Mind』『Key of Heart』
- 2012年『Limited Life』『My Way』『Limited Life』
- 2013年『NO REASON』『of course』
- 2014年『pure crap』『Quiet Smile』
- 2015年『right away』『sin against』
- 2016年『True Colors』『up to date』
- 2017年『very sad』『Wonder Last』
- 2018年『Xanadu of You』『Yours Ever』
- 2019年『ZERO POINT』(最終刊)